# Bonavigo
Bonavigo ist eine italienische Gemeinde (comune) mit 2022 Einwohnern (Stand 31. Dezember 2023) in der Provinz Verona in Venetien.

## Geographie
Die Gemeinde liegt etwa 34 Kilometer südöstlich von Verona an der Etsch. Nachbargemeinden sind Albaredo d’Adige, Angiari, Legnago, Minerbe, Roverchiara, und Veronella.

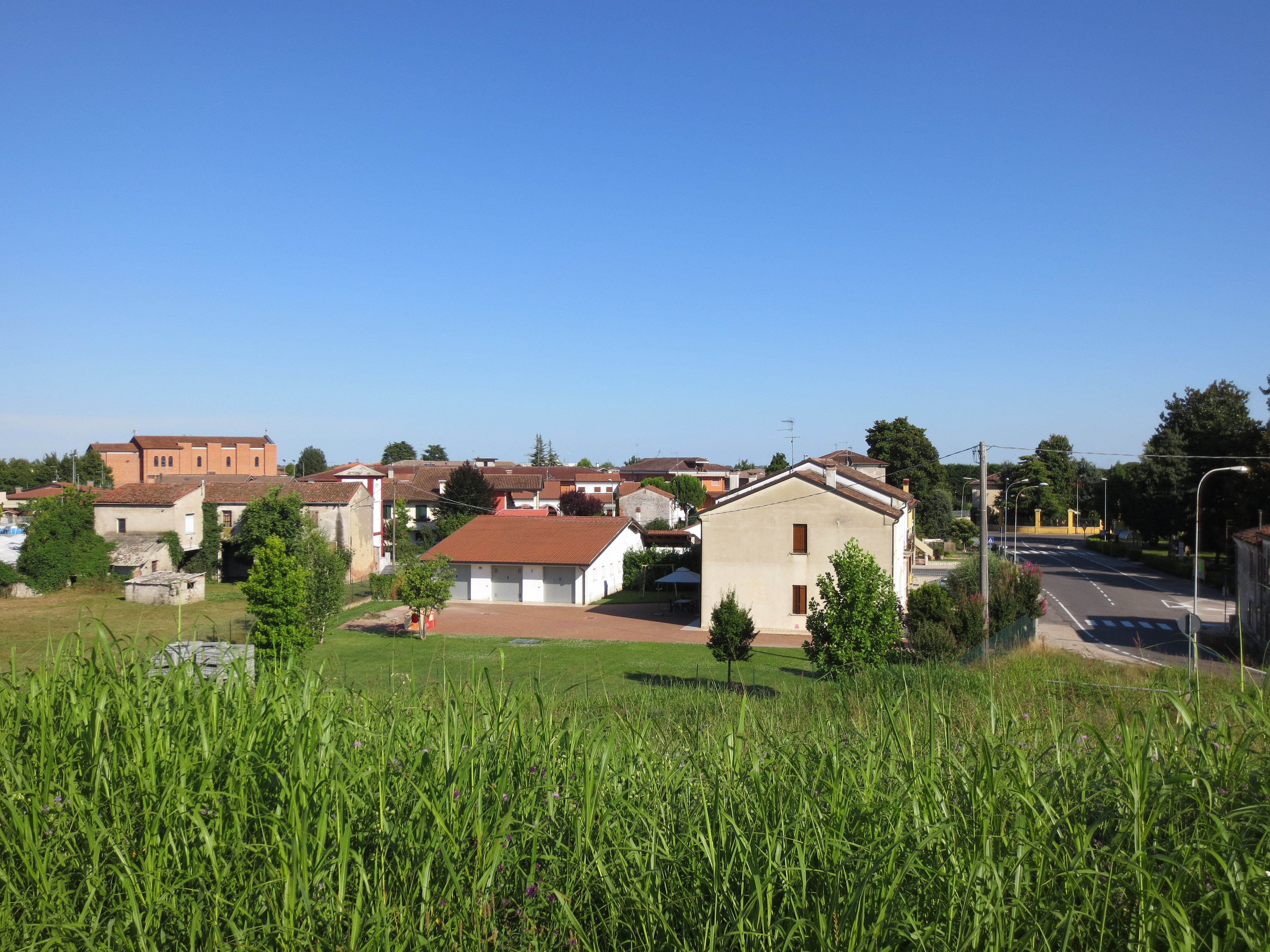
Bonavigo
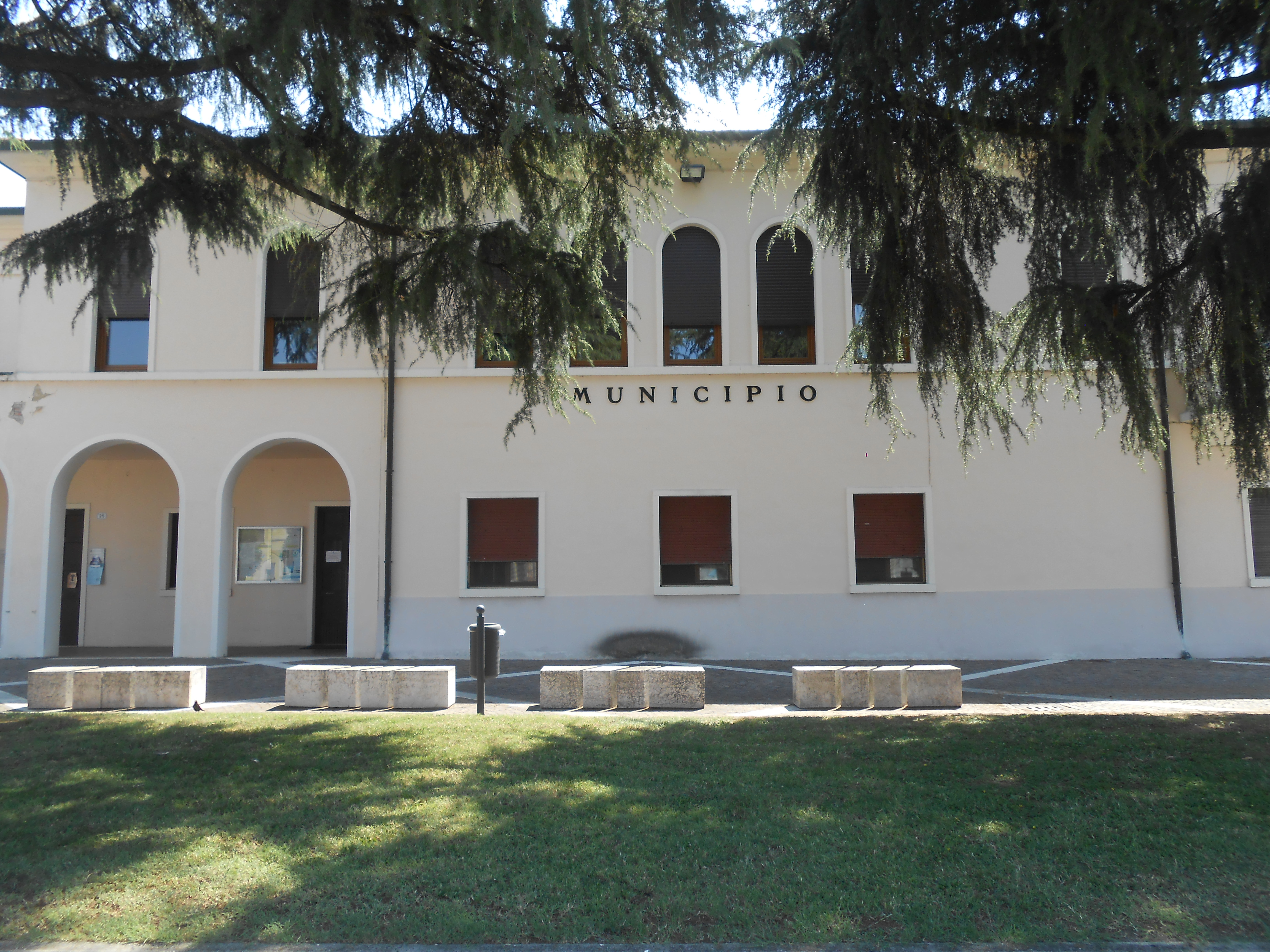
Rathaus
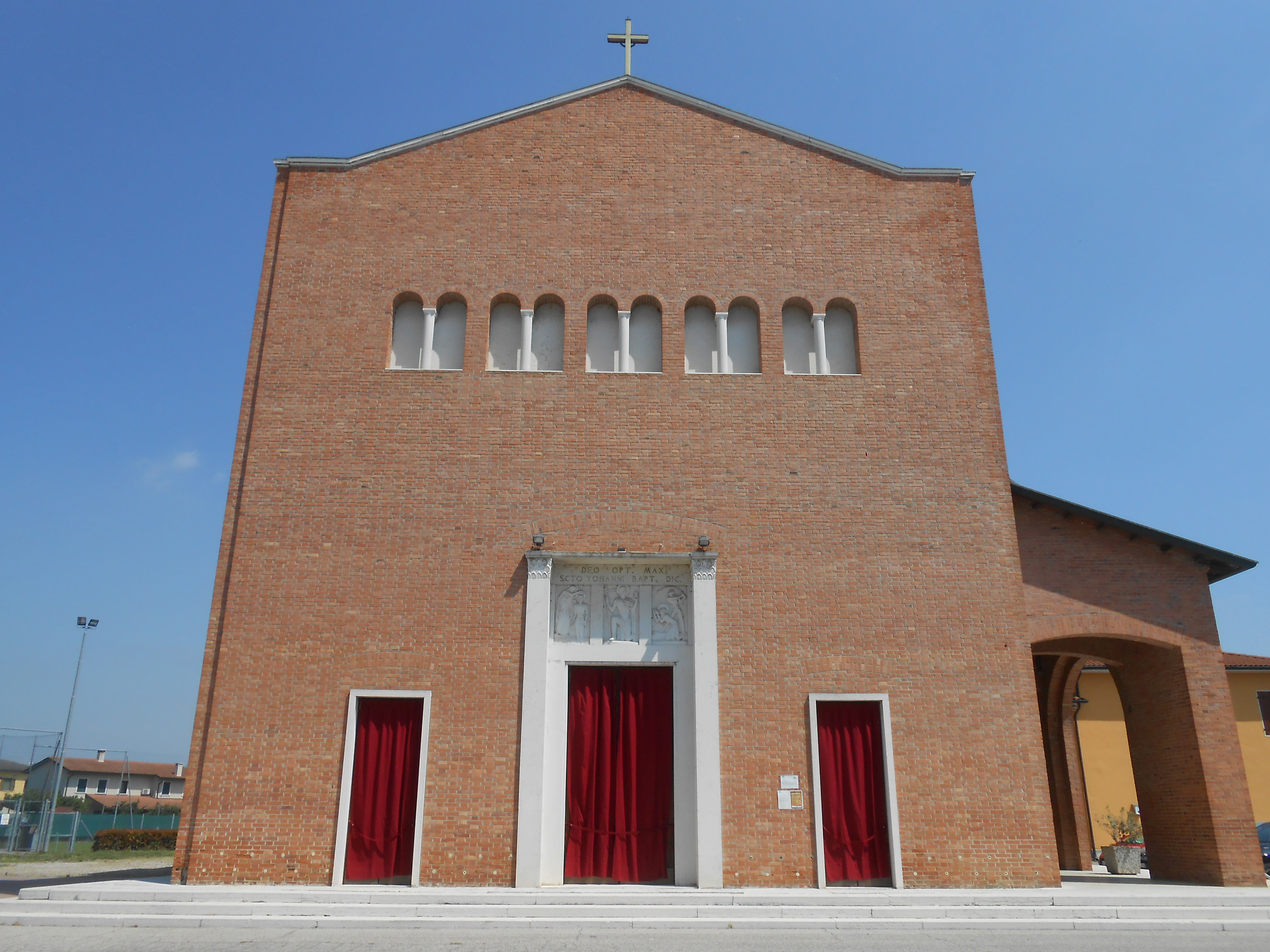
Pfarrkirche San Giovanni Battista